# 平腹斯坦達脂鯉
平腹斯坦達脂鯉（学名：Steindachnerina planiventris），為輻鰭魚綱脂鯉目脂鯉亞目無齒脂鯉科的其中一個種，分布於南美洲黑河流域，體長可達8.7公分，棲息在底中層水域，生活習性不明。